# Храм Воскресения Христова (Матигоры)

Иконостас Храма Воскресения Христова

Храм Воскре́сения Христо́ва (Воскресенская церковь) расположен в деревне Хетка села Верхние Матигоры Холмогорского района Архангельской области.
Храм построен в 1694 году.

## История
В 1597 году в Верхних Матигорах уже стояли две деревянные церкви — Никольская и Параскевинская.
В 1652 году ввиду ветхости постройки были разобраны, а вместо них срублены новые церкви.
В 1685 году оба храма истреблены пожаром.
В 1686 году на месте сгоревших храмов заложена каменная трехпрестольная церковь.
10 июля 1694 году строительство было закончено и церковь освящена.

В 1937 году храм был закрыт и передан колхозу им. Калинина Верхнематигорского сельсовета под склад зерна и хлеба. С началом Великой Отечественной войны колокола сняли для переплавки. Решением Совета Министров СССР от 14 апреля 1948 г. № 4418-ра храм был возвращён приходу в неудовлетворительном состоянии. Состояние храма подробно описывалось в акте передачи и приёма от 23 мая 1948 г.:
«Церковь одноэтажная, каменная, с каменною колокольнею, зданием прочная в пределах церкви, престол и жертвенники уничтожены. Стекла в рамах во всех окнах выбиты. В иконостасе Воскресенской церкви царские врата разломаны, в нижнем ярусе нет двух икон.
Полотно выходных дверей с южной стороны — средние стеклянные и наружные деревянные — уничтожены.

В Парасковейском пределе нет царских врат и двух икон в нижнем ярусе, в двух окнах нет подоконников, в паперти нет пола, крыльца, и откосы разбиты. Церковная ограда уничтожена…»